# Kent Steffes
Kent Steffes (Ann Arbor, 23 juni 1968) is een voormalig Amerikaans beachvolleyballer. Met Karch Kiraly werd hij in 1996 olympisch kampioen. Daarnaast heeft hij in totaal 102 overwinningen in de AVP Tour op zijn naam staan.

## Carrière
Steffes begon met professioneel beachvolleybal in de AVP Tour in 1988. Het jaar daarop behaalde hij zijn eerste overwinning met Jon Stevenson. In 1990 vormde Steffes voor het eerst een team met Karch Kiraly – zijn latere vaste partner – en het duo won twee toernooien en haalde verder zesmaal het podium. Daarnaast speelde hij dat jaar met Dan Vrebalovich (één overwinning) en Tim Hovland (twee overwinningen en drie tweede plaatsen). Met Hovland debuteerde Steffes bovendien in de FIVB World Tour met winst in Lignano. Het jaar daarop speelden Steffes en Hovland dertien AVP-wedstrijden samen met een overwinning en negen podiumplaatsen als resultaat. Bij het FIVB-toernooi in Rio de Janeiro eindigde het duo als tweede.
Vervolgens vormde Steffes tot en met 1996 een zo goed als vast duo met Kiraly. In 1991 wonnen ze nog vijf toernooien in de AVP Tour. Het jaar daarop behaalde het duo zestien overwinningen en won Steffes met Adam Johnson eveneens twee toernooien. In 1993 eindigden Steffes en Kiraly bij achttien van de 24 wedstrijden op de eerste plaats. Daarnaast behaalden Steffes en Johnson de overwinning bij het FIVB-toernooi in Rio de Janeiro. De daaropvolgende twee jaar wonnen Steffes en Kiraly 21 wedstrijden in de AVP Tour en in 1995 werd Steffes in de World Tour met Johnson derde in Bali. In 1996 boekten Steffes en Kiraly elf overwinningen in de Amerikaanse competitie. Bij het eerste beachvolleybaltoernooi op de Olympische Spelen in Atlanta won het tweetal de gouden medaille. Ze waren in de finale te sterk voor hun landgenoten Mike Whitmarsh en Mike Dodd.
Steffes vormde het jaar daarop in de AVP Tour een team met de Braziliaan José Loiola. Van de 22 wedstrijden wisten ze er twaalf te winnen. Daarnaast deed Steffes met Dain Blanton in 1997 mee aan de eerste officiële wereldkampioenschappen beachvolleybal in Los Angeles. Het duo won het brons nadat het in de halve finale werd uitgeschakeld door het eveneens Amerikaanse duo Mike Whitmarsh en Canyon Ceman. In 1998 speelde Steffes nog zeven toernooien met Loiola met vijf eerste plaatsen als resultaat, voordat hij een toernooi met Emanuel Rego won en de rest van zijn laatste seizoen in de AVP Tour uitkwam met Whitmarsh (drie overwinningen). In de World Tour werd hij met Whitmarsh tweede in Espinho. Het jaar daarop speelde hij zijn laatste twee FIVB-toernooien met Blanton in Mar del Plata en Acapulco.

## Palmares
Kampioenschappen
- 1996:  OS
- 1997:  WK

FIVB World Tour
- 1990:  Lignano Open
- 1991:  Rio de Janeiro Open
- 1993:  Rio de Janeiro Open
- 1995:  Bali Open
- 1998:  Espinho Open

## Persoonlijk
Steffes studeerde vanaf 1988 economie aan de UCLA en behaalde in 1993 zijn diploma. In 1994 had hij een rol in een aflevering van Baywatch samen Tim Hovland.